# Canadá nos Jogos Pan-Americanos de 1975
O Canadá competiu nos Jogos Pan-Americanos de 1975 na Cidade do México, de 12 a 25 de outubro de 1975. Conquistou 94 medalhas no total.